# ボニー・バートレット
ボニー・バートレット（Bonnie Bartlett、1929年6月20日 - ）は、アメリカ合衆国のテレビ・映画女優である。彼女の女優歴は60年に及び、1950年代の昼ドラ「Love of Life」で初めて主要な役を演じる。1982年から1988年に放送されたテレビドラマシリーズ『セント・エルスウェア』のエレン・クレイグ役で知られている。彼女と夫であるウィリアム・ダニエルズ（ドラマ「セント・エルスウェア」で彼女の夫役Dr.マーク・クレイグを演じた）は、1986年のエミー賞において、ドラマ部門の主演男優賞と助演女優賞を初の夫婦同時受賞という偉業を達成している。ちなみに夫であるウィリアム・ダニエルズはナイトライダーのナイト2000のK.I.T.T.の声を演じた。

## 略歴
バートレットは、ウィスコンシン州ウィスコンシンラピッズで、E・E・バートレットとキャリー・バートレットの娘として生まれ、イリノイ州モリーンで育てられた。1947年にMoline High Schoolを卒業した。彼女の父親は保険外交員で、俳優では成功しなかったため、彼女は父親の夢を全うすることを決心した。

## 主な出演作品

### 映画
| 公開年 | 原題（邦題）       | 役名                                                   | 備考 |
| ------ | ------------------ | ------------------------------------------------------ | ---- |
| 1988年 | Twins （ツインズ） | Old Mary Ann Benedict （メアリー・アン・ベネディクト） |      |

### テレビ
| 放映年               | 原題（邦題）                                     | 役名                                                             | 備考               |
| -------------------- | ------------------------------------------------ | ---------------------------------------------------------------- | ------------------ |
| 1951年/1955年-1959年 | Love of Life                                     | Ellie Crown (1951) Vanessa 'Van' Dale Raven Sterling (1955-1959) |                    |
| 1974年-1979年        | Little House on the Prairie （大草原の小さな家） | Grace Snider Edwards （グレース）                                | 26エピソードに出演 |
| 1982年-1988年        | St. Elsewhere                                    | Ellen Craig                                                      | 77エピードに出演   |
| 1992年               | L.A. Law （L.A.ロー 七人の弁護士）               | Gloria Lee                                                       | 1エピソードに出演  |
| 1997年-1998年        | ER （ER緊急救命室）                              | Ruth Greene （ルース・グリーン）                                 | 2エピソードに出演  |
| 1999年               | Tuesdays with Morrie （モリー先生との火曜日）    | Charlotte （シャーロット）                                       | TV映画             |
| 2017年               | Better Call Saul                                 | Helen                                                            | 2エピソードに出演  |